# Dízel részecskeszűrő

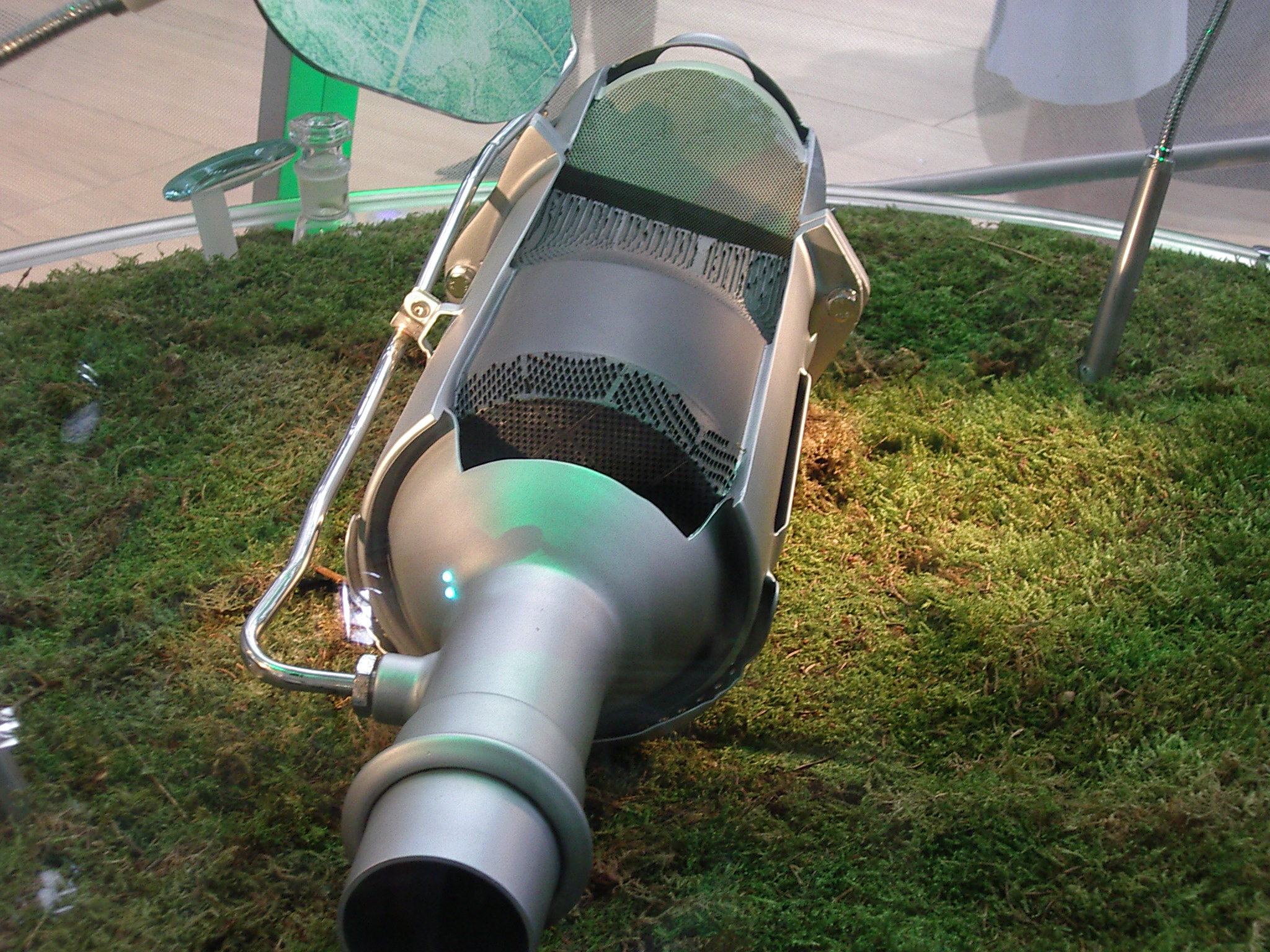
A Peugeot első generációs dízel részecskeszűrője

A dízel részecskeszűrő (DPF, Diesel particulate filter) a környezetre káros részecskéket, ill. a kormot szűri a dízelmotorokból kiáramló gázokból. Lényegében egy olyan szerkezetről van szó, ami a gázolaj tökéletlen égéséből eredő korommaradványt gyűjti össze, és égeti el.

## Passzív és aktív részecskeszűrő
Ez passzív részecskeszűrés esetén automatikusan történik autópályákon, gyorsforgalmi utakon, ahol a kipufogó hőmérséklete megfelelően magas. 
Mivel sok autót nem így használnak, a gyártók beépítenek egy motorvezérlő számítógépet (engine management computer), mely elvégzi ezt a folyamatot. Ez az aktív részecskeszűrő. Amikor a szűrőben lévő korom mennyisége elér egy bizonyos szintet (kb. 45%-ot) a motorvezérlő chip (engine control unit, ECU) növeli a kipufogó gázok hőmérsékletét, hogy a felesleget elégesse. Ha az adott utazás túl rövid, a korom elégése nem tökéletes, a műszerfalon egy jelző is kigyulladhat, mely a szűrő részleges eltömődésére utalhat.
Egy ilyen ciklust be kell tudni fejezni 10 percnyi, óránkénti legalább 40 mph (mérföld/óra) sebességű vezetéssel, mely után a jelzőfény el kell aludjon.
Az aktív szűrés jelei:
- a hűtőventilátorok működnek
- az alapjárat megnövekedő fordulatszáma
- az automata start/stop rendszer deaktiválódása
- az üzemanyagfogyasztás enyhe növekedése
- a kipufogó gázok forró, keserű illata
- a motorhang változása

Ha a szűrés egy elégtelen vezetési ciklusból következően sikertelen, a hengerekbe fecskendezett további üzemanyag nem ég el és az olajteknőben gyűlik össze. Ennek eredményeként az olajminőség romlik és az olajszint nő. A legtöbb DPF-es motorban van olajminőség-, ill. viszkozitásmérő. Fontos, hogy az olajszint ne nőjön a mérőpálca maximuma fölé, mivel a dízelmotorok a saját olajukat is fogyaszthatják túlzott olajszint esetén, ezzel akár a motorban is károkat okozva. 
A DPF jelzőfény ignorálása esetén, relatíve lassú, stop/start mintájú vezetés mellett a korom tovább töltődik kb. 75%-os szintig, ekkor a műszerfal egyéb jelzőfényei is kigyulladhatnak. Ezen a ponton a gyors haladás önmagában nem lesz elegendő és az autó mesterséges beavatkozásra szorul, tehát szerelőhöz kell vinni.
Beavatkozásra akkor van szükség, ha az aktív szűrés feltételei nem teljesülnek vagy ha a korom mennyisége olyan szintet ért el, ahol a normál szűrés már nem mehet végbe. Ez kb. 70%-os koromtöltöttségnél következik be. Ekkor a jármű alacsonyabb teljesítményre kapcsol a további károk elkerülése érdekében. Ekkor diagnosztikai eszköz segítségével mehet végbe a szűrés. Kb. 85%-os szint felett a szűrés már nem történhet meg és a részecskeszűrőt ki kell venni csere, ill. tisztítás céljából
Tényezők, melyek megakadályozhatják a normál szűrést:
- gyakori, rövid utak, melyek során a motor nem éri el a normál üzemi hőmérsékletet
- rosszul választott motorolajtípus – a DPF-el szerelt autók alacsony hamu- és kéntartalmú olajokat igényelnek
- a beömlő, az üzemanyag vagy a kipufogógáz-visszavezető rendszer (Exhaust Gas Recirculation, EGR) hibája tökéletlen égéshez vezethet, mely növeli a koromtöltöttséget
- felvillanó figyelmeztetőlámpa vagy a motorvezérlőelektronikával kapcsolatba kerülő hibás diagnosztikai kód megakadályozhatja az aktív szűrést
- az alacsony üzemanyagszint megakadályozhatja az aktív szűrést, általános szabályként az üzemanyagtartály legalább negyede szükséges
- olajcsere intervallum – az intervallum be nem tartása megakadályozhatja a szűrést
- adaléktartály üres vagy alig töltött - ha a jármű Eolys™ adalékanyagot igényel, ennek alacsony szintje akadályozhatja a szűrést

Ha továbbra is figyelmen kívül hagyja a vezető a figyelmeztetéseket és a koromtöltöttség tovább nő, az autó nem működik majd megfelelően és a legvalószínűbb forgatókönyv szerint egy új, munkadíjjal és diagnosztikai ráfordítással együtt fizetendő DPF-re lesz szükség.
A sikeres szűrés utáni hamumaradék eltávolíthatatlan és idővel eltömíti a szűrőt. A részecskeszűrőket több mint 100000 mérföldes futásteljesítményre tervezik, de a járművek megfelelő működtetése esetén sok magasan túlteljesítheti ezt.
Az ún. „falon átszűrő” (Wall-flow) részecskeszűrők rendszerint a korom 85%-át szűrik, míg bizonyos körülmények között megközelíthetik a 100%-os hatékonyságot is. Bizonyos szűrők egyszer használatosak, melyeket cserélni kell, amint megtelnek káros anyaggal. Más szűrők az összegyűlt részecskéket elégetik egy katalizátor segítségével. 
Szükséges a szűrő rendszeres tisztítása.

## Története
A Diesel részecskeszűrők gondolata először az 1970-es években fogalmazódott meg a belélegzett részecskék okozta károk miatti aggodalmak okán.
A részecskeszűrőket már 1980 óta használják nem közútra tervezett gépeken, autókban pedig 1985 óta. A közepes és nehéz teherautók dízelmotorjainak kibocsátását először 1987-ben Kaliforniában szabályozták.
A kipufogógázokra vonatkozó szabályozás 2009-től, az 'Euro 5' szabvány életbelépésétől követelte meg a DPF új dízelautók kipufogóiba való szerelését.